# Pristomyrmex africanus
Pristomyrmex africanus  (лат.) — вид муравьёв рода Pristomyrmex (Formicidae) из подсемейства Myrmicinae. Эндемики Африки.

## Распространение
Афротропика: Ангола, Габон, Гана, Заир, Камерун, Кения.

## Описание
Мелкие (2—3 мм) мономорфные муравьи. Окраска варьирует от оранжево-коричневой до черновато-бурой; брюшко темнее груди и головы. Длина головы составляет 0,70—0,90 мм (ширина — 0,68—0,92 мм). Проподеум — с шипиками или зубцами. Петиоль — со стебельком спереди. Брюшко блестящее.